# Sołonka Wielka
Sołonka Wielka (ukr. Велика Солонка) – część wsi Sołonka na Ukrainie w rejonie lwowskim, należącym do obwodu lwowskiego. Leży w północnej części wsi, w rejonie ulicy Lwowskiej.
Dawniej samodzielna wieś i gmina jednostkowa w powiecie winnickim Królestwa Galicji i Lodomerii. W II RP już nie fiuruje jako samodzielna gmina, lecz jako część gminy Sołonka.
Po wojnie włączona do Związku Radzieckiego (Ukraińskiej SRR).